# Ryōyū Kobayashi
Pour les articles homonymes, voir Kobayashi.
Ryōyū Kobayashi (小林 陵侑, Kobayashi Ryōyū), né le 8 novembre 1996 à Hachimantai, est un sauteur à ski japonais.  Lors de la saison 2018-2019, il devient le N°1 mondial et le troisième homme après Sven Hannawald (en 2002) et Kamil Stoch (en 2018) à réaliser le Grand Chelem dans la Tournée des quatre tremplins en s'imposant entre le 30 décembre et le 6 janvier à Oberstdorf, Garmisch, Innsbruck et Bischofshofen. Durant cette même saison, il remporte six victoires consécutives en coupe du monde ce qui est la meilleure série de victoires, un record co-détenu avec de grand noms du saut à ski comme Janne Ahonen, Gregor Schlierenzauer, Thomas Morgenstern et Matti Hautamäki. Il est le sauteur nippon à avoir le plus de victoires en coupe du monde devant Noriaki Kasai.

## Biographie
Frère de Junshirō Kobayashi, aussi sauteur à ski, il commence sa carrière au haut niveau en 2013 en participant à la FIS Cup.
Il apparaît pour la première fois en Coupe du monde en janvier 2016 à Zakopane où il se classe septième du concours individuel. Un mois plus tard, lors des Championnats du monde junior, il remporte la médaille de bronze en individuel puis par équipes.
En novembre 2017, il obtient son premier podium en Coupe du monde à l'épreuve par équipes de Ruka. Quelques semaines plus tard, il concourt aux Jeux olympiques de Pyeongchang, se classant septième au petit tremplin, puis dixième au grand tremplin et sixième par équipes. À l'été 2018, il remporte deux victoires sur le Grand Prix à Hakuba, au Japon.
Après la première victoire de sa carrière obtenue à Ruka le 24 novembre 2018, il domine la saison 2018-2019 de Coupe du monde, alignant les victoires, jusqu'à remporter les quatre étapes de la Tournée des quatre tremplins, terminant le 6 janvier par un succès sur la rampe HS142 de Bischofshofen pour devenir le troisième spécialiste du saut à signer le Grand Chelem après Sven Hannawald en 2002 et Kamil Stoch en 2018. Il n'est par ailleurs que le deuxième sauteur japonais à remporter la tournée après Kazuyoshi Funaki en 1998. Durant cette même saison, il remporte six victoires consécutives en coupe du monde ce qui est la meilleure série de victoires, un record co-détenu avec de grand noms du saut à ski comme Janne Ahonen, Gregor Schlierenzauer, Thomas Morgenstern et Matti Hautamäki.
Alors qu'il venait de gagner les six dernières épreuves de saut à ski, Ryōyū Kobayashi termine à la 7e place du deuxième concours disputé sur le tremplin HS135 de  Val di Fiemme le 13 janvier (il l'avait emporté la veille) où le Polonais Dawid Kubacki s'adjuge sa première victoire en Coupe du monde.
Avec sa victoire à Oberstdorf le 29 décembre 2019 lors de la Tournée des quatre tremplins il devient le 4e sauteur à réussir une série de cinq victoires consécutives lors de cette compétition. Il passe au troisième rang de la Coupe du monde cet hiver, malgré quatre autres podiums au début de l'année 2020.
Le 24 avril 2024, il exécute le saut le plus long du monde à 291 mètres. Ce saut dépassant de 37,5 mètres le record du monde de Stefan Kraft n'est pas homologué par la Fédération internationale car il n'a pas été réalisé dans le cadre réglementaire.

## Palmarès

### Jeux olympiques
| Épreuve / Édition   | Individuel                     | Individuel                         | Par équipes Grand tremplin |
| Épreuve / Édition   | Petit tremplin                 | Grand tremplin                     | Par équipes Grand tremplin |
| JO 2018 Pyeongchang | 7e                             | 10e                                | 6e                         |
| JO 2022 Pékin       | Médaille d'or, Jeux olympiques | Médaille d'argent, Jeux olympiques | 4e                         |

### Championnats du monde
| Épreuve / Édition        | Individuel     | Individuel     | Par équipes    | Par équipes |
| Épreuve / Édition        | Petit tremplin | Grand tremplin | Grand tremplin | Mixte       |
| Mondiaux 2017 Lahti      | —              | —              | 7e             | —           |
| Mondiaux 2019 Seefeld    | 14e            | 4e             | Bronze         | —           |
| Mondiaux 2021 Oberstdorf | 12e            | 34e            | 4e             | 5e          |
| Mondiaux 2023 Planica    | 30e            | Argent         | 7e             | 5e          |
| Mondiaux 2025 Trondheim  | 7e             | Bronze         | 5e             | 5e          |

Légende :
- : première place, médaille d'or
- : deuxième place, médaille d'argent
- : troisième place, médaille de bronze
- — : Ryōyū Kobayashi n'a pas participé à cette épreuve

### Championnats du monde de vol à ski
| Épreuve / Édition | Oberstdorf 2018 | Planica 2020 | Vikersund 2022 |
| Individuel        | 16e             | 19e          | 13e            |
| Par équipes       | -               | 5e           | 6e             |

### Coupe du monde
- 2 gros globes de cristal : Vainqueur du classement général en 2019 et 2022.
- 1 petit globe de cristal :
  - Vainqueur du classement de Vol à ski 2019.
- Vainqueur de la Tournée des quatre tremplins 2019, Tournée des quatre tremplins 2022 et Tournée des quatre tremplins 2024.
- 71 podiums individuels : 35 victoires, 23 deuxièmes places et 13 troisièmes places.
- 7 podiums par équipes.
- 2 podium en Super Team : 2 troisièmes places.

#### Victoires individuelles
| Année     | Lieu | Total |
| 2018-2019 | Ruka x2 Nijni Taguil Engelberg Oberstdorf Garmisch Innsbruck Bischofshofen Val di Fiemme Oberstdorf Willingen Trondheim Planica | 13    |
| 2019-2020 | Klingenthal Engelberg Oberstdorf                                                                                                | 3     |
| 2020-2021 | Zakopane Râșnov Planica | 3     |
| 2021-2022 | Ruka Klingenthal Engelberg Oberstdorf Garmisch Bischofshofen Willingen Lahti                                                    | 8     |
| 2022-2023 | Sapporo x2 Lahti | 3     |
| 2023-2024 | Wisła Trondheim | 2     |
| 2024-2025 | Sapporo x2 Oslo | 3     |

#### Classements en Coupe du monde
| Année     | Classement général final |
| 2015-2016 | 42e                      |
| 2016-2017 | -                        |
| 2017-2018 | 24e                      |
| 2018-2019 | 1er                      |
| 2019-2020 | 3e                       |
| 2020-2021 | 4e                       |
| 2021-2022 | 1er                      |
| 2022-2023 | 5e                       |
| 2023-2024 | 2e                       |
| 2024-2025 | 9e                       |

### Championnats du monde junior
| Épreuve / Édition      | Individuel | Par équipe |
| ---------------------- | ---------- | ---------- |
| Mondiaux 2014 Predazzo | 40e        | 11e        |
| Mondiaux 2015 Almaty   | 30e        | 6e         |
| Mondiaux 2016 Rasnov   | Bronze     | Bronze     |

### Grand Prix
- 4e du classement général en 2019.
- 5 podiums individuels, dont 4 victoires.